# Scotognapha brunnea
Scotognapha brunnea är en spindelart som beskrevs av Schmidt 1980. Scotognapha brunnea ingår i släktet Scotognapha och familjen plattbuksspindlar.
Artens utbredningsområde är Kanarieöarna. Inga underarter finns listade i Catalogue of Life.